# Bek-Air-Flug 2100
Bek-Air-Flug 2100 war ein planmäßiger Inlandsflug der kasachischen Billigfluggesellschaft Bek Air von Almaty nach Nur-Sultan, auf dem am 27. Dezember 2019 eine Fokker 100 am Flughafen von Almaty abstürzte.

## Unfallhergang
Das Flugzeug startete um 7:21 Uhr Ortszeit am Flughafen von Almaty. Direkt nach dem Abheben von der Start- und Landebahn 05R verlor es wieder Höhe und setzte nach Rollbewegungen im überzogenen Flugzustand wieder auf, rutschte über das Flughafengelände hinaus und prallte zuerst in eine Betonmauer und dann in ein leerstehendes zweistöckiges Gebäude (⊙). Beim Gebäude handelt es sich um eine Baustelle. Über Opfer am Boden ist nichts bekannt. Laut einem Bericht von Aerotelegraph stieg das Flugzeug nicht über eine Höhe von 15 bis 30 Metern. Laut einem Bericht des Aviation Herald ereigneten sich schon während der Rotation zwei Tailstrikes. Vor dem Start sei nur das Höhenleitwerk enteist worden, die Tragflächen hingegen nicht.
Der stellvertretende kasachische Ministerpräsident Roman Skljar gab unmittelbar nach dem Unfall zunächst an, die Ermittler prüften einen Pilotenfehler oder technisches Versagen als Unfallursache. Fehlende Enteisung als Unfallursache wurde durch ihn dementiert. Zum Startzeitpunkt herrschten Temperaturen von ca. minus 12 Grad Celsius. Passagiere, die das Flugzeug durch den mittleren Notausgang und über die Tragfläche verlassen hatten, berichteten von einer vereisten, rutschigen Oberseite derselben.

## Flugzeug
Das involvierte Flugzeug war eine Fokker 100 (Luftfahrzeugkennzeichen UP-F1007). Ihren ersten Flug absolvierte sie im April 1996. In der Folgezeit wechselte die Maschine mehrmals den Besitzer; zwischen 2009 und 2013 wurde sie von den deutschen Regionalfluggesellschaften Contact Air und OLT Express betrieben. Bei dem Unfall handelt es sich um denjenigen mit den drittmeisten Todesopfern bei einem Flugzeug des Typs Fokker 100.
Seit dem Unfall auf Palair-Macedonian-Airways-Flug 301 ist im Handbuch der Fokker 100 vorgeschrieben, dass manuell von der Besatzung an mindestens drei Stellen an der Tragfläche geprüft werden muss, ob diese frei von Eis oder anderer Kontamination ist, da das Tragflächenprofil des Flugzeugs kritisch auf eine derartige Veränderung reagiert. Ein weiterer, vereisungsbedingter Unfall einer Fokker 100 ereignete sich auf dem Air-France-Flug 7775. Einer Stellungnahme der zuständigen kasachischen Behörde vom 20. Januar 2020 zufolge hatte der Flugkapitän diese Überprüfung der Tragflächen vor dem Start unterlassen.

## Passagiere
Gemäß den Behörden befanden sich 98 Personen an Bord. Darunter waren auch zwei Ukrainer, eine Person aus China und eine aus Kirgistan. Unter den Passagieren seien auch acht Kinder. Die zuvor veröffentlichte Zahl von 15 Todesopfern wurde im Verlauf des Freitagmorgens auf 12 korrigiert. Ebenso wurde auch die Zahl der Verletzten revidiert. Am 28. Dezember 2019 befanden sich noch 47 der 67 Verletzten im Krankenhaus. Davon seien 8 schwer verletzt, sagte das Gesundheitsministerium.

## Diverses
- Am 28. Dezember 2019 wurde ein Gedenktag für die Opfer des Unfalls abgehalten.
- Für die Bergung der Opfer waren mehr als 1000 Helfer im Einsatz.[6]
- Die Regierung rief nach dem Unfall zum Blutspenden auf.[6]
- Nach dem Unfall wurde Bek Air bis auf weiteres die Betriebserlaubnis entzogen.[7]
- Nach einem Bericht des Aviation Herald verstarb am 28. Januar 2020 auch der Co-Pilot des Fluges, der den Unfall zunächst überlebt hatte und zum Unfallgeschehen aussagen konnte. Die Anzahl der Todesopfer erhöhte sich damit auf dreizehn. Der Flugkapitän war bereits beim Unfall verstorben. Erste Untersuchungsergebnisse deuten auf Vereisung als Unfallursache hin.[1]
- Im Januar 2020 teilte die Unfalluntersuchungskommission mit, die Auswertung von Videoaufnahmen am Flughafen Almaty habe ergeben, dass die Besatzungen der Bek Air die vorgeschriebene Überprüfung der Tragflächen vor dem Start generell nicht durchgeführt hätten.[8]